# Jean-Michel Tartayre
Jean-Michel Tartayre est un poète et professeur de lettres modernes de lycée et de collège français, né le 19 décembre 1966 à Toulouse.
Il définit sa poésie comme « une poésie réaliste et populaire, où l'étrangeté n'est au demeurant pas exclue. ».

## Biographie
Jean-Michel Tartayre a étudié au lycée Gabriel Fauré de Foix et au lycée Ozenne de Toulouse. Après avoir fait des études littéraires et exercé la profession de libraire, Jean-Michel Tartayre devient professeur de lettres modernes et, depuis peu, de français en lycées et collèges. Il est l'auteur d'une quarantaine de recueils de poèmes publiés aux Dossiers d'Aquitaine, au GRIL, aux éditions Encres vives, N&B, La Porte et Alcyone.
Il a collaboré à de nombreuses revues littéraires, notamment : L'Arbre à paroles, La Nouvelle Tour de Feu, Séquences, La Revue des Dossiers d'Aquitaine, Inédit Nouveau (éd. du GRIL), Isis, Lélixire (éd. Robin), Multiples et L'Ours polar. Il écrit régulièrement pour Encres vives et Phaéton.

En 2011, il participe à la 10e édition du Festival du Livre d'artiste « Sous couverture » de Saint-Antonin-Noble-Val (Tarn-et-Garonne), en faisant une lecture de ses poèmes. Il fait partie depuis 2015 du comité de rédaction de la revue Encres vives. Il est inscrit dans l’annuaire des auteurs du Centre Régional des Lettres Midi-Pyrénées et au Répertoire Balzac de la Société des Gens de Lettres (SGDL).

## Accueil et perception critique
Michel Cosem souligne chez cet auteur « une écriture à la fois nostalgique et révoltée ». Pour Jeannine-Julienne Braquier, il est « un compositeur d'images, de musiques et un agitateur de sentiments exprimés tout en nuances ».
Van Gogh tonnante clarté (Éditions du GRIL, 2007) est une recréation en poésie des thèmes et paysages à la fois quotidiens et éternels du peintre. « Il superpose son propre langage à celui de l'artiste-peintre et parvient ainsi à une saisissante approche de l'œuvre, examinée avec une précision d'entomologiste... et de poète inspiré. ».

## Prix littéraires
- 1999 : Grand Prix de Poésie Midi-Pyrénées de La Société des poètes et artistes de France, pour Transparences (Les Dossiers d'Aquitaine, 2000)[5].
- 2016 : Grand Prix de Poésie des Gourmets de Lettres, décerné par les organisateurs du XIe Salon du livre des Gourmets de Lettres de Toulouse, pour Vers l'été suivi de Fractions du jour (N&B éditions, 2016).[réf. souhaitée]
- 2017 : Médaille de Vermeil[6] de l'Académie des Jeux floraux, pour Vers l'été suivi de Fractions du jour.
- 2019 : 3e Prix de Poésie au mois de décembre 2019 décerné par l'Académie des Livres de Toulouse pour Face Nord (éditions Encres Vives, 2018)[réf. souhaitée]

## Galerie

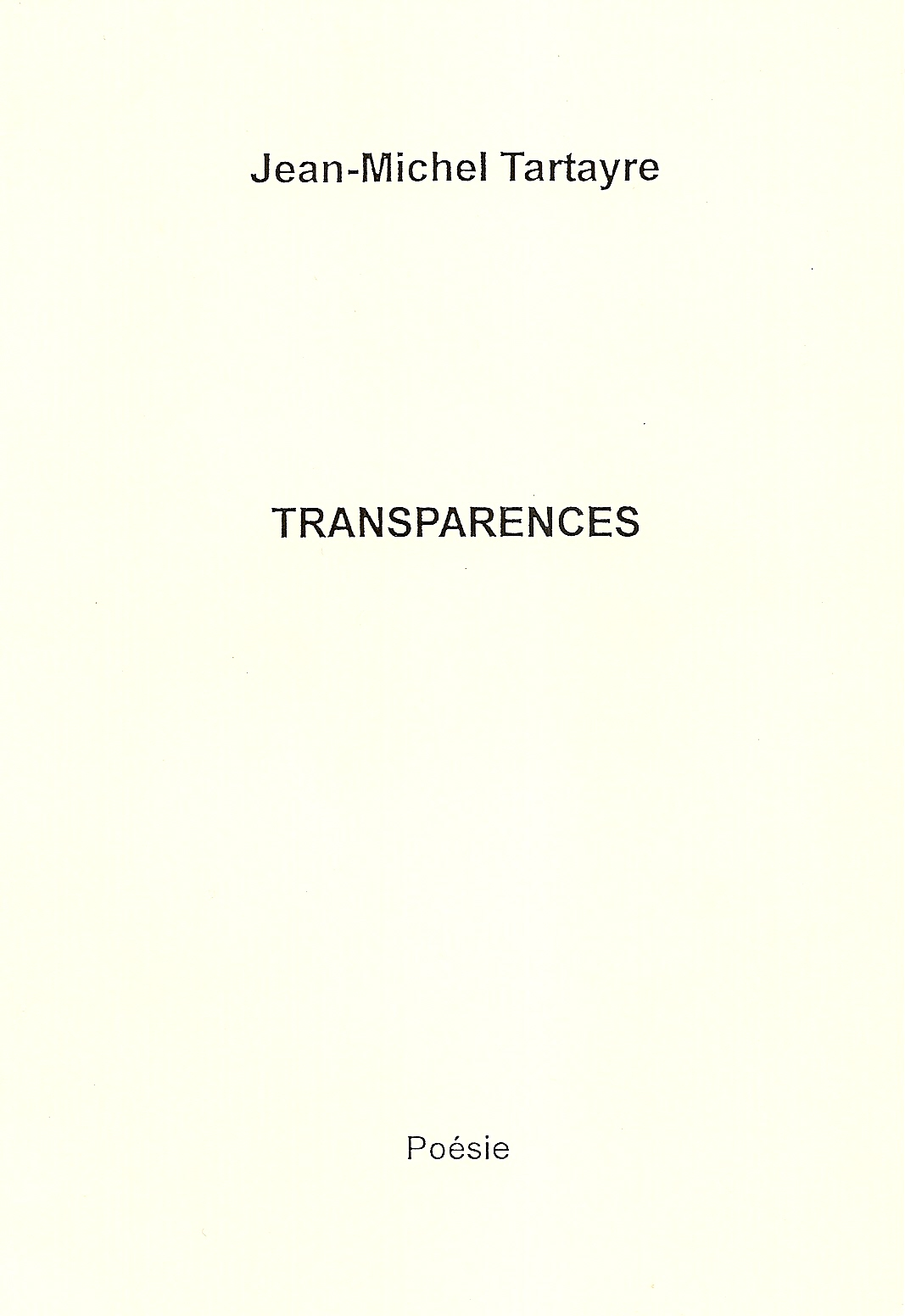
Couverture de Transparences (2000).
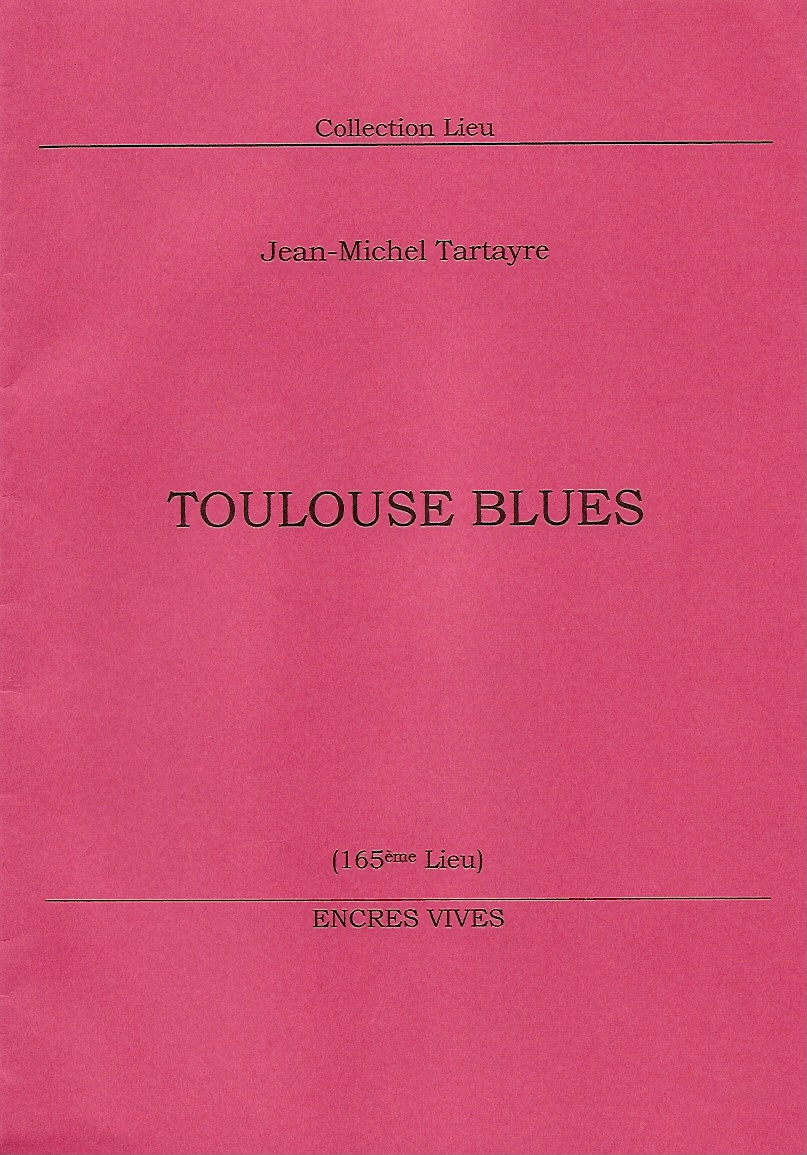
Couverture de Toulouse blues (2005).
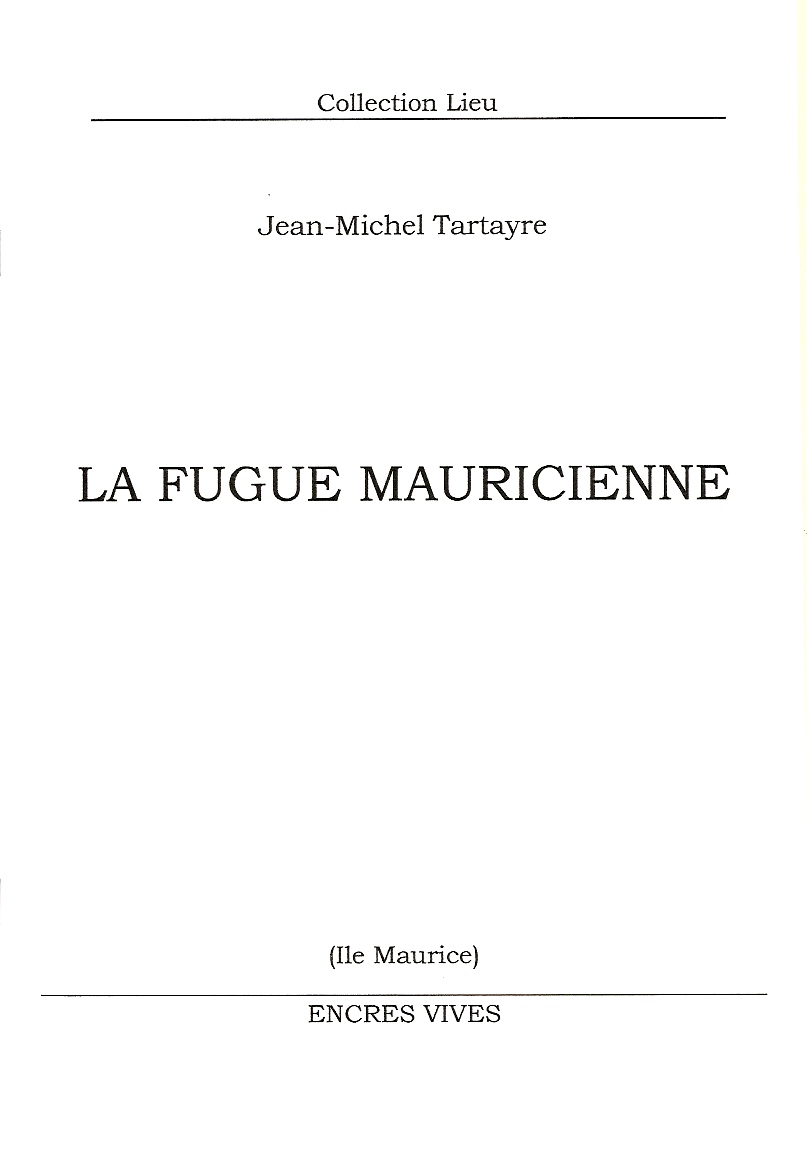
Couverture de La Fugue mauricienne (2005).
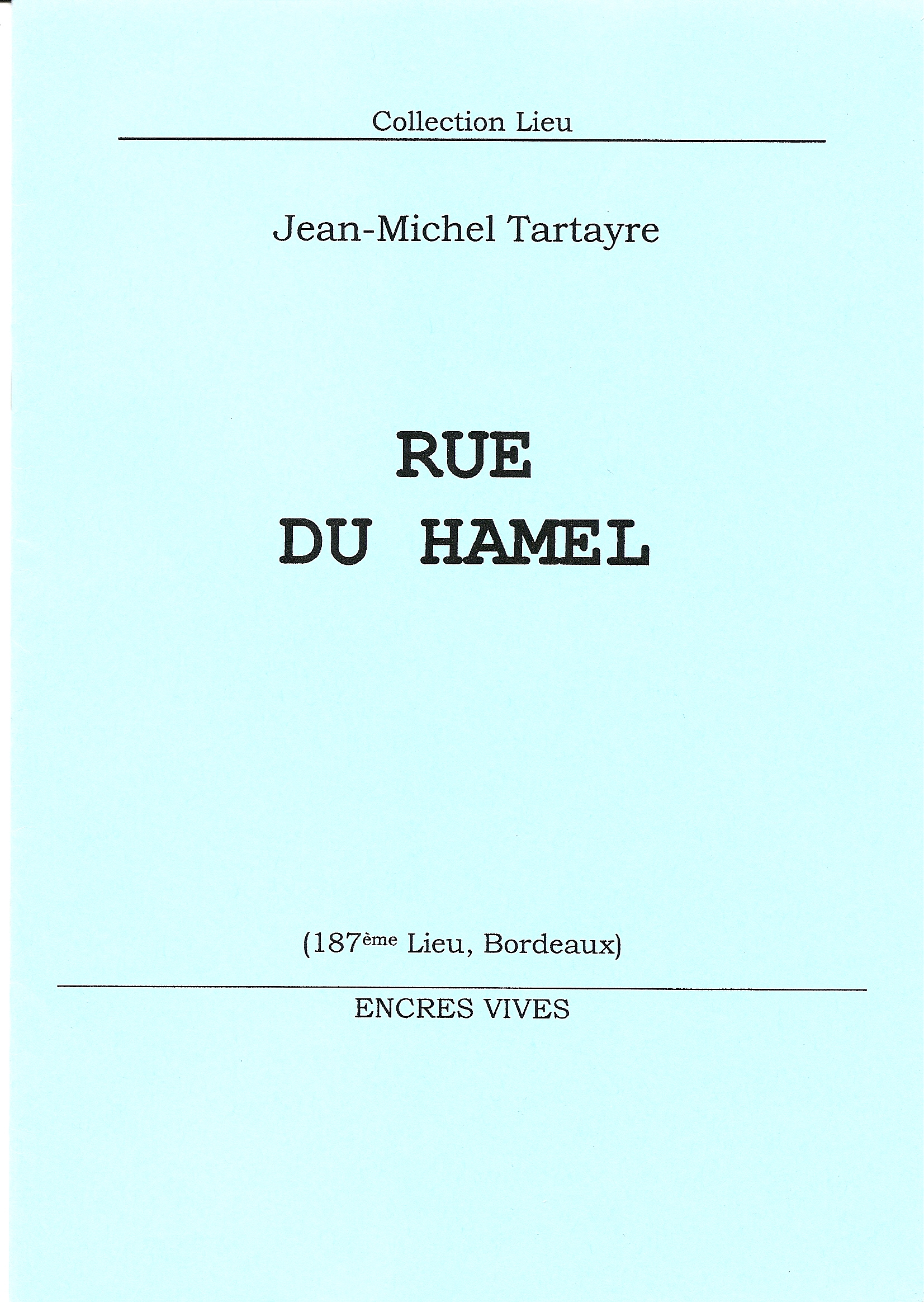
Couverture de Rue du Hamel (2007).
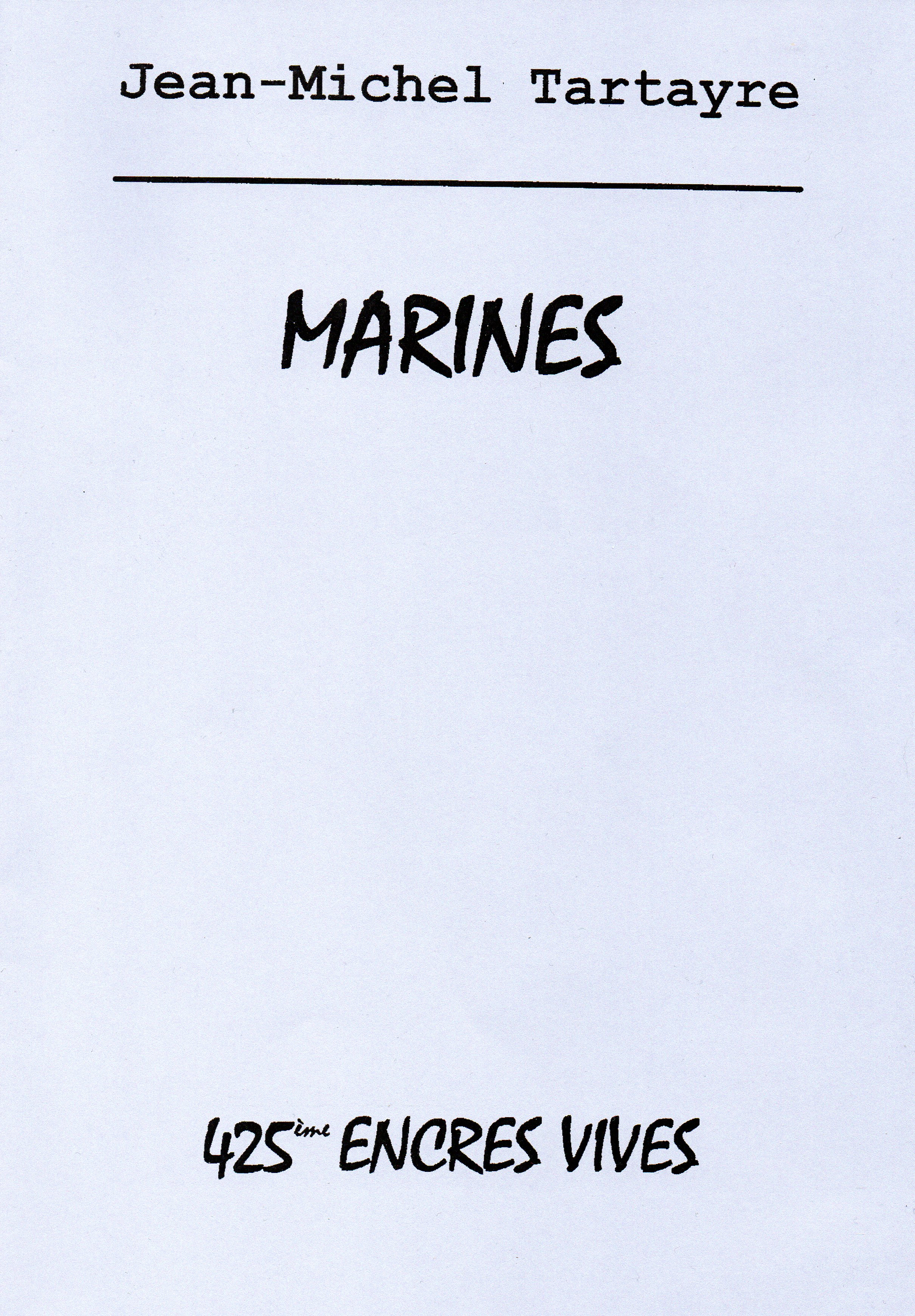
Couverture de Marines (2013).
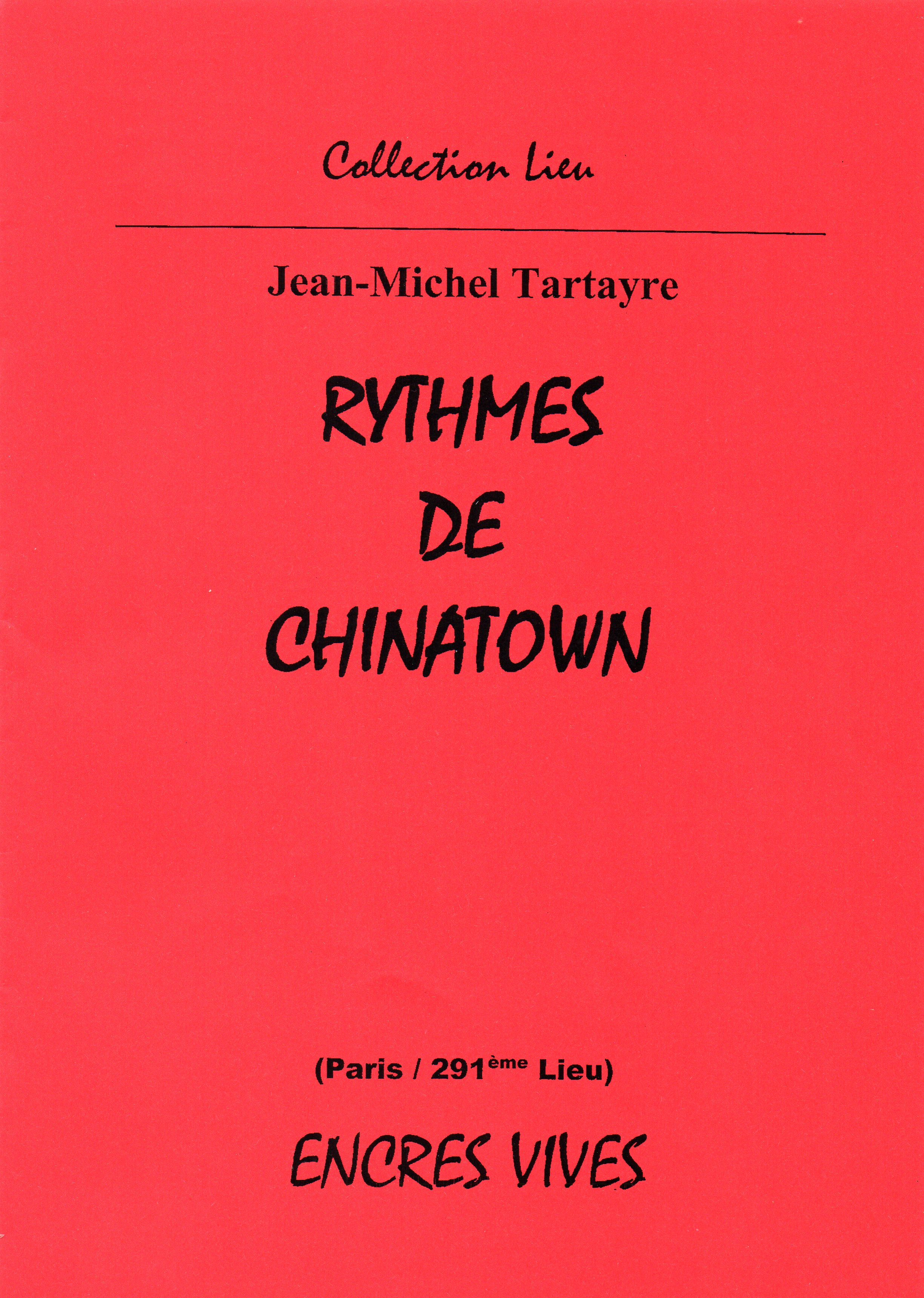
Couverture de Rythmes de Chinatown (2014).
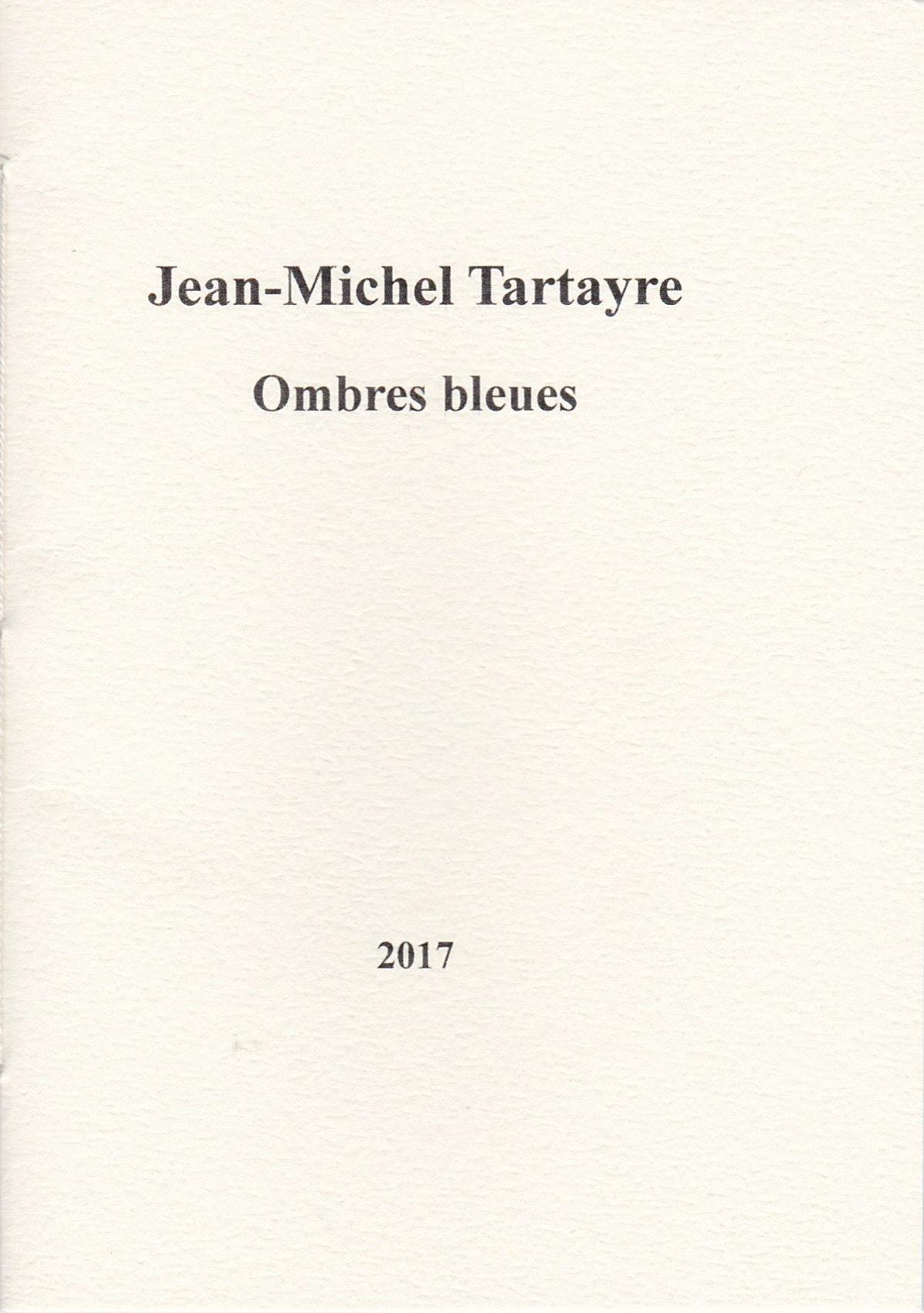
Couverture de Ombres bleues (2017).
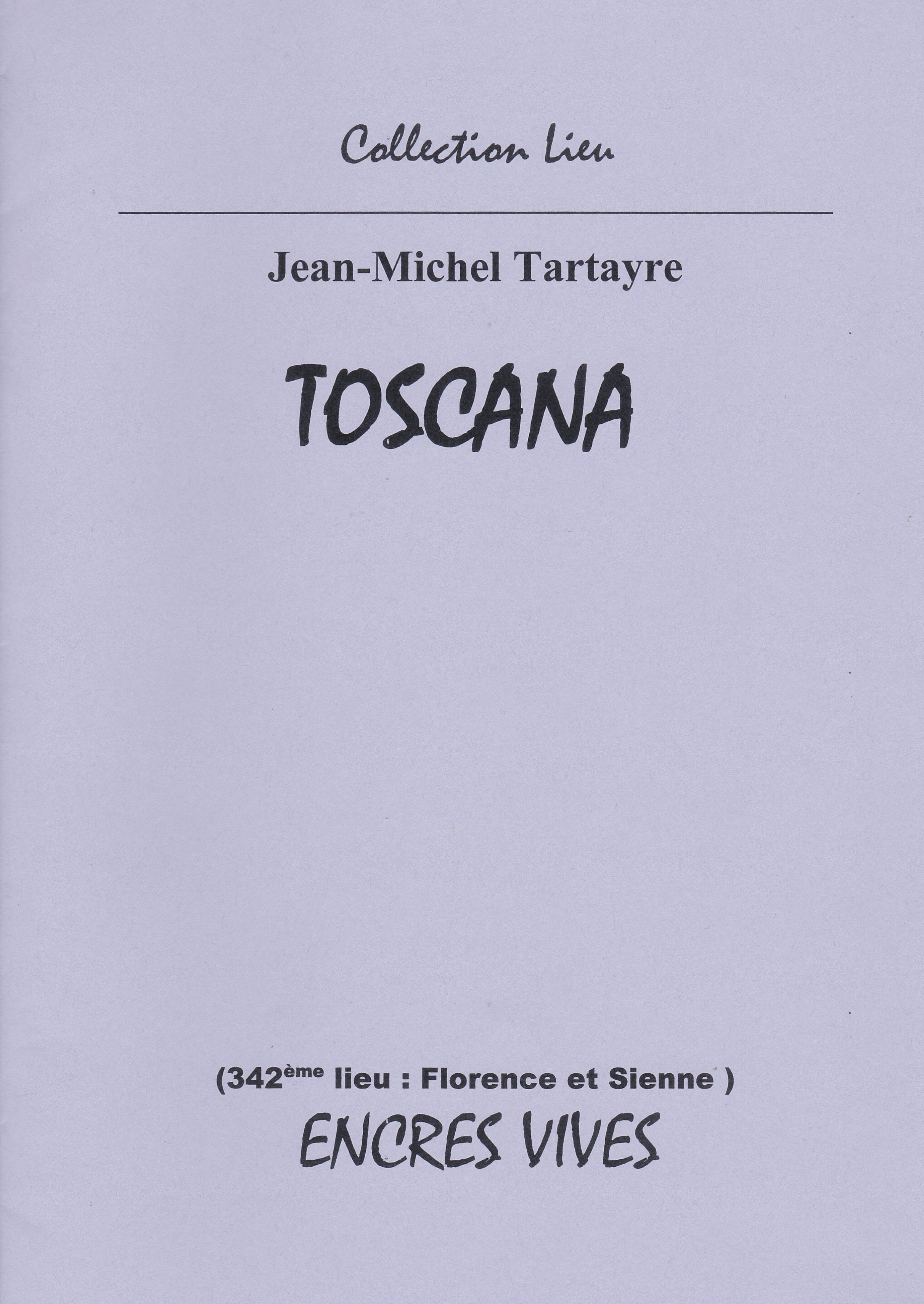
Couverture de Toscana (2017).

## Œuvre

### Recueils de poésie

#### Éditions Encres vives, coll. «Encres blanches»
- Moderne aventure. Colomiers : Encres vives, 2005, 16 p. coll. « Encres blanches » no 185. (BNF 40078287)
- Urbain nocturne. Colomiers : Encres vives, 2005, 16 p. coll. « Encres blanches » no 221. (BNF 40078290)
- Espaces mouvants. Colomiers : Encres vives, 2006, 16 p. coll. « Encres blanches » no 265. (BNF 40989353)
- Les Grands Soirs. Colomiers : Encres vives, 2007, 16 p. coll. « Encres blanches » no 294. (BNF 41170496)
- Les Grands Soirs (II). Colomiers : Encres vives, 2008, 16 p. coll. « Encres blanches » no 321. (BNF 41271344)
- Les Chutes. Colomiers : Encres vives, 2008, 16 p. coll. « Encres blanches » no 332. (BNF 41426102)
- Nerf ou pinceau (Série « La Femme au caducée » I). Colomiers : Encres vives, 2008, 16 p. coll. « Encres blanches » no 349. (BNF 41446050)
- Entrelacs (Série « La Femme au caducée » II). Colomiers : Encres vives, 2009, 16 p. coll. « Encres blanches » no 383. (BNF 42406437)
- Des Affaires (Série « La Femme au caducée » III). Colomiers : Encres vives, 2009, 16 p. coll. « Encres blanches » no 392. (BNF 42546265)
- Du Combat (Série « La Femme au caducée » IV). Colomiers : Encres vives, 2010, 16 p. coll. « Encres blanches » no 410. (BNF 42563894)
- Des Soins (Série « La Femme au caducée » V). Colomiers : Encres vives, 2010, 16 p. coll. « Encres blanches » no 440. (BNF 42652874)
- Trottoirs : Variations 1. Colomiers : Encres vives, 2011, 16 p. coll. « Encres blanches » no 471. (BNF 43506161)
- Trottoirs : Variations 2. Colomiers : Encres vives, 2011, 16 p. coll. « Encres blanches » no 486. (BNF 43746659)
- Trottoirs : Variations 3. Colomiers : Encres vives, 2012, 16 p. coll. « Encres blanches » no 495. (BNF 43746660)
- Trottoirs : Variations 4. Colomiers : Encres vives, 2012, 16 p. coll. « Encres blanches » no 498. (BNF 43771380)
- Trottoirs : Variations 5. Colomiers : Encres vives, 2012, 16 p. coll. « Encres blanches » no 517. (BNF 43823531)
- Pandore. Colomiers : Encres vives, 2012, 16 p. coll. « Encres blanches » no 525. (BNF 45012397)
- Blue walker. Colomiers : Encres vives, 2013, 16 p. coll. « Encres blanches » no 539.
- Leghorns. Colomiers : Encres vives, 2013, 16 p. coll. « Encres blanches » no 556.
- Chromatismes d'un cycle. Colomiers : Encres vives, 2014, 16 p. coll. « Encres blanches » no 587.
- Junk. Colomiers : Encres vives, 2014, 16 p. coll. « Encres blanches » no 597.
- Automne. Colomiers : Encres vives, 2014, 16 p. coll. « Encres blanches » no 618.
- Lumière crue. Colomiers : Encres vives, 2015, 16 p. coll. « Encres blanches » no 638.
- Canicule. Colomiers : Encres vives, 2015, 16 p. coll. « Encres blanches » no 652.
- Neptune. Colomiers : Encres vives, 05/2018, 16 p. coll. « Encres blanches » no 728. Couv. d'André Falsen.
- Face Nord. Colomiers : Encres vives, 12/2018, 16 p. coll. « Encres blanches » no 745. Couv. d'André Falsen. 3e Prix de Poésie de l'Académie des livres de Toulouse.
- Senteurs d'absolu. Colomiers : Encres vives, 2019, 16 p. coll. « Encres blanches » no 780. Couv. d'André Falsen.

#### Éditions Encres vives, coll. «Lieu»
- Toulouse blues. Colomiers : Encres vives, 2005, 16 p. coll. « Lieu »" no 165. (BNF 40078288)
- La Fugue mauricienne. Colomiers : Encres vives, 2005, 16 p. coll. « Lieu » no 168. (BNF 40078289) (Île Maurice)
- Rue du Hamel. Colomiers : Encres vives, 2007, 16 p. coll. « Lieu » no 187. (BNF 41198780) (Bordeaux)
- Rythmes de Chinatown. Colomiers : Encres vives, 2014, 16 p. coll. « Lieu » no 291. (Paris)
- Cité corsaire. Colomiers : Encres vives, 2015, 16 p. coll. « Lieu » no 306. (Saint-Malo)
- Toulouse blues II. Colomiers : Encres vives, 2016, 16 p. coll. « Lieu » no 318.
- Toulouse blues III. Colomiers : Encres vives, 2016, 16 p. coll. « Lieu » no 322.
- Toscana. Colomiers : Encres vives, 2017, 16 p. coll. « Lieu » no 342. (Florence et Sienne)
- Les Cités des brumes bleues. Colomiers : Encres vives, 2018, 16 p. coll. « Lieu » no 363. (Venise et Vérone)

#### Éditions Encres vives, coll. "Encres vives"
- Marines. Colomiers : Encres vives, 2013, 16 p. coll. « Encres vives » no 425.
- Poudre de jour. Colomiers : Encres vives, 2017, 16 p. coll. « Encres vives »" no 462.
- Les Sources. Colomiers : Encres vives, 12/2017, 16 p. coll. « Encres vives » no 472.
- Chants des crépuscules. Colomiers : Encres vives, 07/2019, 16 p. coll. « Encres vives » no 491.

#### Éditions du GRIL, coll. "Princeps"
- Polymnie de notre temps. La Hulpe : Éditions du GRIL [Groupe de réflexion et d'information littéraires], 2005, 30 p. coll. « Princeps » no 35.
- Van Gogh tonnante clarté. La Hulpe : Éditions du GRIL, 2007, 34 p. coll. « Princeps » no 44.
- Pi la lettre et le nombre. La Hulpe : Éditions du GRIL, 2011, 25 p. coll. « Princeps » no 90.

#### Autres éditeurs
- Transparences. Bordeaux : les Dossiers d'Aquitaine, 2000, 47 p. (BNF 37120052). Grand Prix des Poètes de Midi-Pyrénées 1999 de la Société des Poètes et Artistes de France.
- Vers l'été suivi de Fractions du jour. Toulouse : N&B, 2016, 97 p. coll. « Poésie ».  (ISBN 978-2-911241-92-5) (BNF 45016473). Grand Prix de Poésie 2016 des gourmets des lettres, Médaille de vermeil 2017 de l'Académie des jeux floraux.
- Ombres bleues. Laon : La Porte, 2017, 20 p. coll. « Poésie en voyage ». Tirage : 200 exemplaires numérotés à la main. (BNF 45320213)
- Autour des aubes grises / avant-propos de Michel Cosem ; avec la reproduction d'une encre de Silvaine Arabo. Saintes : Alcyone, 10/2017, 66 p. coll. « Surya ».  (ISBN 978-2-37405-034-8). Tirage : 250 exemplaires numérotés à la main. (BNF 45403810)

### Nouvelle
- Scènes de la nuit blanche / ill. Jean-Claude Claeys. L'Ours polar, juin 2008, no 45-46, p. 65-69. ISSN 1295-8743 (BNF 36952109)

### Poèmes en revues
- « Ida, la Sainte », Séquences, éd. Grassin (Carnac), décembre 2002, p. 383.  (ISSN 0983-3919)
- « Barberousse », Séquences, éd. Grassin (Carnac), décembre 2003, p. 391.  (ISSN 0983-3919)
- « Hymne à Lola », Séquences, éd. Grassin (Carnac), décembre 2004, p. 408.  (ISSN 0983-3919)
- « La Femme au caducée », Multiples, octobre 2010, no 77, p. 71-80. coll. « Découverte » no 16.  (ISBN 2-902032-44-7) (BNF 34421442)
- « D’après complaintes », Lélixire, automne 2013, n° 6, p. 26. ISSN 2257-1175 (BNF 42572892)
- Trois poèmes extraits de Vers l'été suivi de Fractions du jour, Revue Phaéton : écrire, transmettre, septembre 2016, n° 2, p. 229, rubrique « Merles blancs ». ISSN 2430-5421 (BNF 44423545)
- « Poème du Printemps », Revue Phaéton : écrire, transmettre, septembre 2018, n° 4, p. 175, rubrique « Merles blancs ». ISSN 2430-5421 (BNF 44423545)

### Collectif
- Deux poèmes extraits de Face Nord, dans l'anthologie Phospènes, sous la direction de Pierre Benazech, illustrée par Valentin Piquemal. Castres : Les Chiroptères Éditions, coll. « Biānfú », octobre 2018, 62 p.  (ISBN 979-10-96850-01-3)[7]. (BNF 45615310)